# 吹羽良村
吹羽良村（ふきばらむら）は、かつて愛知県幡豆郡にあった村である。
現在の西尾市の一部（貝吹町・上羽角町・下羽角町・上永良町・下永良町など）に該当する。
村名は、前身の村の名から一文字ずつとった、合成地名である。

## 歴史
- 1889年（明治22年）10月1日 - 貝吹村、上羽角村、下羽角村、上永良村、下永良村が合併し、吹羽良村が発足。
- 1906年（明治39年）5月1日 - 川崎村、御鍬村と合併し、三和村が発足。同日吹羽良村は廃止。

## 教育
- 貝吹尋常小学校（現・西尾市立三和小学校の前身校のひとつ）